# Przegląd Koniński
Przegląd Koniński – tygodnik lokalny w regionie konińskim ukazujący się od 1979 roku. W latach 1979–1990 był to tygodnik PZPR. Od 2024 roku redaktorem naczelnym pisma jest Marcin Szafrański. Pismo prezentuje regionalne wydarzenia polityczne, gospodarcze, kulturalne, sportowe. Od 2000 roku wydawcą jest wydawnictwo „Przegląd Koniński”.

## Redaktorzy naczelni
Redaktorzy naczelni:
- Zenon Bosacki (1979–1981)[2]
- Ryszard Sławiński (1981–1990)[2][3]
- Ryszard Jałoszyński (1990–1992)[2]
- Lech Gołyński (1993–1995)[2]
- Stanisław Piguła (1995–2023)[2][4]
- Marcin Szafrański (od 2023)[5]